# Sanijay Watts
Sanijay Watts (* 23. November 1987 in St. Louis, Missouri) ist ein US-amerikanischer, professioneller Basketballspieler.

## Karriere
Nach dem Abschluss an der Highschool ging Watts zunächst an das State Fair Community College in Sedalia (Missouri), wo er ab 2006 zwei Jahre lang für die Hochschulmannschaft Roadrunners in der National Junior Collegiate Athletic Association (NJCAA) spielte. Anschließend setzte Watts sein Studium an der University of Central Missouri fort, an der für die Hochschulmannschaft Mules in der Division II der NCAA spielte. Dort war er zum Zeitpunkt seines Abschlusses 2010 der einzige Spieler der Schulhistorie, der es schaffte, in zwei Spielzeiten jeweils mehr als 1000 Punkte zu erzielen. Als Anerkennung für seine Leistungen wurde er 2010 ins „All-American-First-Team“ der zweiten Division der NCAA gewählt. Zuvor hatte er in der Saison im Schnitt 21,7 Punkte und 9,5 Rebounds pro Spiel erzielt.
Zur Saison 2010/2011 wechselte Sanijay Watts zu seiner ersten Station als Profi nach Europa und unterschrieb einen Vertrag bei den Dragons Rhöndorf in der ProA. Dort soll er helfen den Verein zum Klassenerhalt zu führen. Er legte in seinem ersten Spiel sofort ein sogenanntes Double-double auf, indem er 21 Punkte und 16 Rebounds verbuchte. Mit einem Schnitt von 17,7 Punkten und 8,7 Rebounds spielte Watts eine starke erste Saison in Europa, konnte aber den sportlichen Abstieg der Dragons nicht verhindern. Juni 2011 gab Watts bekannt, dass er nicht nach Rhöndorf zurückkehren werde, da er nicht in der drittklassigen ProB spielen wolle. Watts wechselte daraufhin innerhalb der ProA und spielte die Saison 2011/2012 für den USC Heidelberg. Dort wurde sein Vertrag 2012 nicht verlängert und Watts wechselte erneut innerhalb der ProA und unterschrieb einen Vertrag bei Science City Jena. Nach einem Trainerwechsel in Jena zur Saison 2013/2014 erhielt Watts keinen neuen Vertrag bei Science City Jena. Am 2. September 2013 gab die BG Dorsten die Verpflichtung von Watts bekannt.
Nach einem Jahr verließ Watts die BG Dorsten wieder.